# Pfarrer Braun: Kein Sterbenswörtchen
Kein Sterbenswörtchen ist ein deutscher Fernsehfilm von Wolfgang F. Henschel aus dem Jahr 2006. Es handelt sich um die neunte Episode der ARD-Kriminalfilmreihe Pfarrer Braun mit Ottfried Fischer in der Titelrolle.

## Handlung
Durch eine Erbschaft bekäme die katholische Amtskirche fünf Millionen Euro, wenn Braun eine Gemeinde im sächsischen Liebwitz übernähme. Mit dem Geld soll Braun eine der evangelischen Kirchen ersteigern und sie in ein katholisches Gotteshaus umwandeln. Doch das Gebäude steht ganz im Interesse der Bürgermeisterin Herrgesell, die daraus ein Feuerwehrhaus machen will. Sie versteht es, das ehemals sozialistische Dörfchen gegen Braun aufzubringen. In diesem Chaos findet Braun heraus, dass ein verstorbener Friedrich Dobertin, Mann der Erblasserin, zu seinen Lebzeiten ein Kosmonaut, später Lottomillionär und Laienschauspieler war. Vor allen Zuschauern verstarb er auf der Bühne an einem tatsächlichen Herzinfarkt – zufällig während seiner Sterbeszene. Neben Dobertin standen die heutige Bürgermeisterin, die verdächtige Bankdirektorin Renate Ziese und ebenso die attraktive Carmen Schneider, die Geliebte Dobertins, auf der Bühne. Jede hatte ein Motiv, nur Braun kann die Mörderin ermitteln. Er geht zunächst der Frage nach, wo die Lottomillionen geblieben sind und weshalb Liebwitz plötzlich so viele neue Hotels bekam.

## Hintergrund
Für Kein Sterbenswörtchen wurde an Schauplätzen in der Sächsischen Schweiz, unter anderem im Elbsandsteingebirge gedreht. Die Erstausstrahlung fand Donnerstag, den 28. September 2006 auf Das Erste und im ORF 2 statt.

Die Dienstorte in der Sächsischen Schweiz
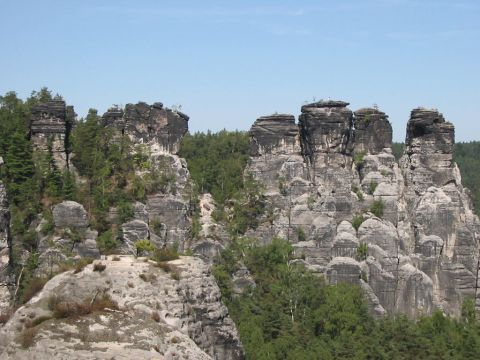
Elbsandsteingebirge
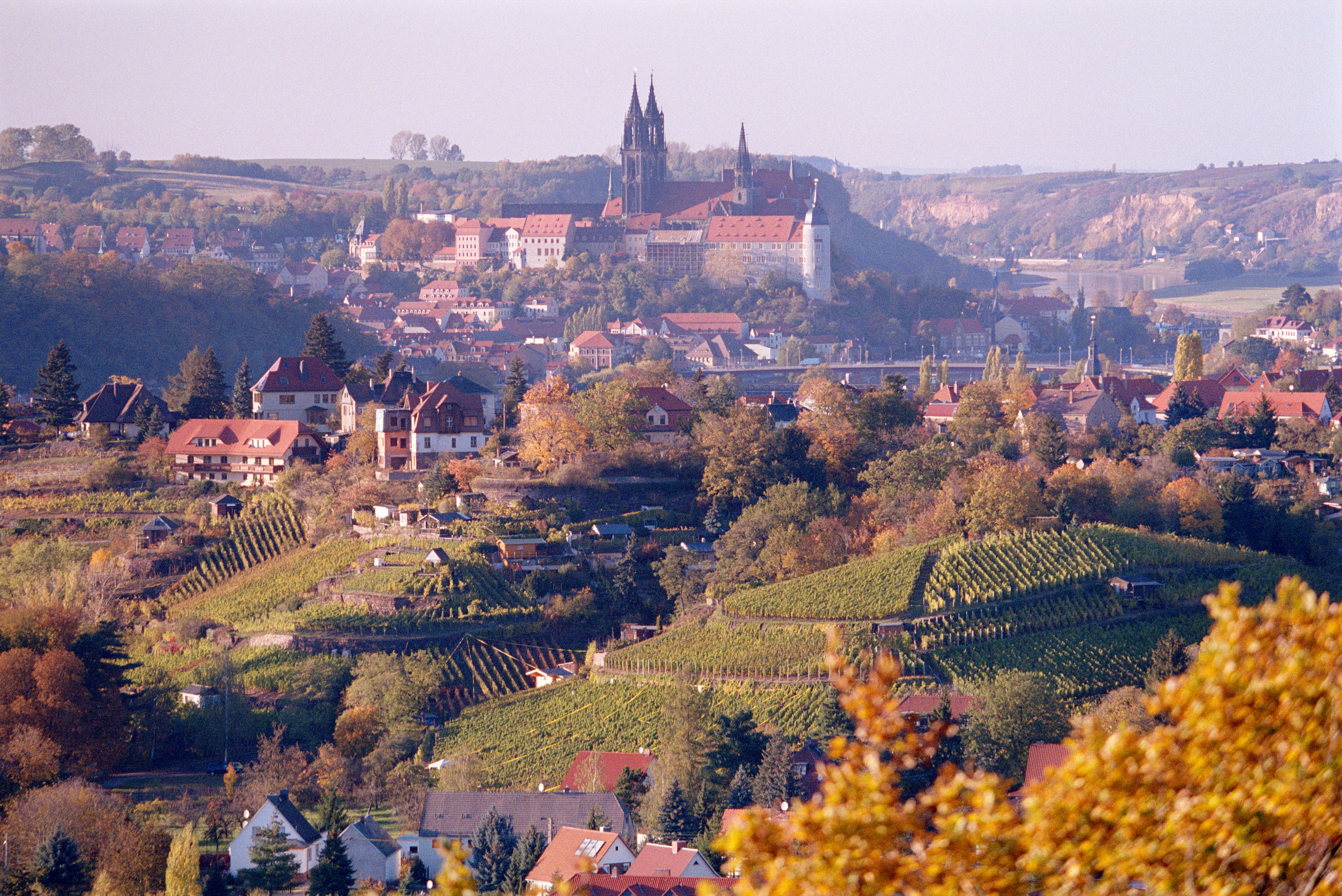
Meißen Löbau und Bad Schandau
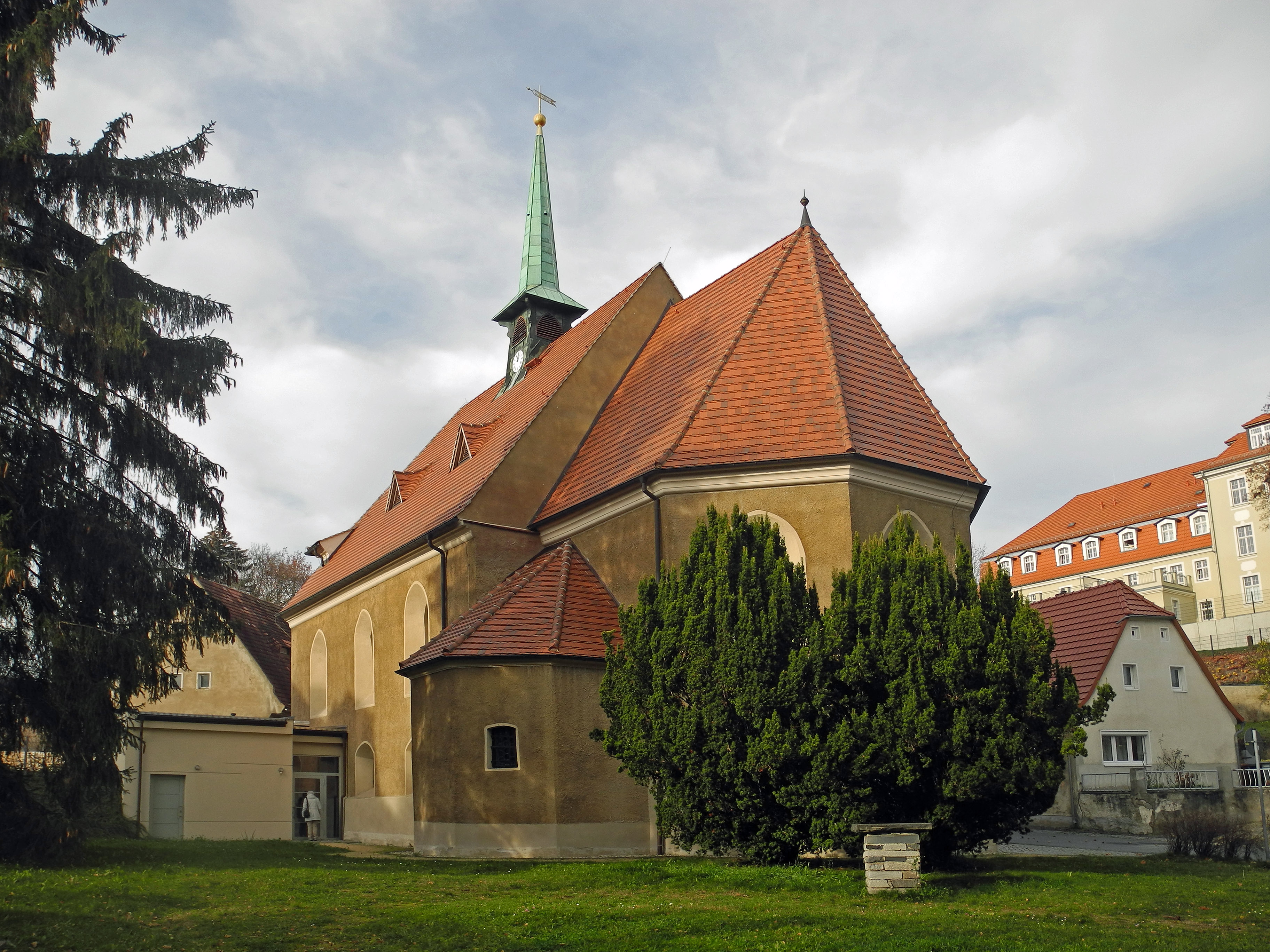
Heilig-Geist-Kirche

## Kritik
Die Kritiker der Fernsehzeitschrift TV Spielfilm gaben dem Film eine mittlere Wertung, sie zeigten mit dem Daumen zur Seite. Sie konstatierten: „Doch, ein Sterbenswörtchen: Schnarch!“
Tagesspiegel / Thilo Wydra: ...so begann...Ottfried Fischer als bayerischer Pfarrer Braun. Ähnlichkeiten mit den Originalen? Höchstens ein gewisser Charme. Wie Fischer so in seiner Kutte mit Hut daherstapft, stets einen passenden Bibelspruch auf der Lippe, und dem Leben, so scheint’s, zuweilen etwas mehr zugewandt als manch anderer – das hat schon was.
Drei neue 90-Minüter stehen nun mit Fischer an, „Der unsichtbare Beweis“..., „Drei Särge und ein Baby“...und „Kein Sterbenswörtchen“... Pfarrer Braun wird diesmal zusammen mit seiner Haushälterin Margot Roßhauptner...in das ostdeutsche Kleinstädtchen Pfaffenberg in Sachsen versetzt, strafversetzt, wie Bischof Hemmelrath...und sein getreuer Monsignore Mühlich...mehrfach betonen. Strafversetzt, damit er endlich seinem klerikalen Amte nachgeht und nicht länger Leiche nach Leiche anzieht. Pfaffenberg ist der an Verbrechen ärmste Ort Deutschlands. Kaum haben Pfarrer Braun und Frau Roßhauptner das neue Pfarrhaus bezogen, liegt sie auch schon blass und kalt da, die erste Leiche in Pfaffenberg, oben, im ersten Stock des zentralen Wirtshauses, in Form der jungen, hübschen, allseits begehrten Fremdenführerin Rosa. Die Folge ist dramaturgisch zuweilen hanebüchen, mitunter unmotiviert inszeniert und mit völlig vernachlässigten Nebenfiguren versehen, aber die Mono- und Dialoge und stoisch gemurmelten Bibelzitate des Fischer’schen Pfarrer Braun sind das Einschalten allemal wert.